# 帕默 (密蘇里州)
帕默（英語：Palmer）是位於美國密蘇里州華盛頓縣的鬼鎮。

## 歷史
帕默的郵局於1874年設立，其後於1955年停運。

## 地理
帕默所處的海拔為高於海平面273米（即896英呎），而該地所採用的時區為UTC-6，即北美中部時區（CST）。同時該地設有夏令時間，為UTC-6調快一小時，即UTC-5（CDT）。